# Зесхаупт
Зесхаупт (њем. Seeshaupt) општина је у њемачкој савезној држави Баварска. Једно је од 34 општинска средишта округа Вајлхајм-Шонгау. Према процјени из 2010. у општини је живјело 2.871 становника. Посједује регионалну шифру (AGS) 9190152.

## Географски и демографски подаци
- Положај општине у округу Вајлхајм-Шонгау
- Поглед на Штарнбершко језеро

Зесхаупт се налази у савезној држави Баварска у округу Вајлхајм-Шонгау. Општина се налази на надморској висини од 597 метара. Површина општине износи 30,0 km². У самом мјесту је, према процјени из 2010. године, живјело 2.871 становника. Просјечна густина становништва износи 96 становника/km².

## Међународна сарадња
| Мјесто | Држава    | Врста сарадње | Од    |
| ------ | --------- | ------------- | ----- |
|        | Француска | партнерство   | 1981. |
| Извор  |           |               |       |